# 第三次君士坦丁堡公會議
第三次君士坦丁堡公會議是於680年至681年在君士坦丁堡召開的基督教大公會議。這此會議是基督教歷史上第六次的世界主教會議。

## 历史
由於教宗何诺一世提出基督的人性意志和神性意志是「一个意志与行动的伦理一致性」，故被视为趋向「基督一志论」派。在君士坦丁四世和教宗佳德會談後，决定安排召开此次大公会议。繼上一次之大公會議（即第二次君士坦丁堡公會議）後，此會議譴責「基督一性论」及討論其延伸的「基督一志论」，将「基督一志论」视为异端。何諾一世（於640年逝世）最後更被大公會議譴責為「異端，當受咒詛的」、「從信仰上墮落」，並將這決議知會繼任的教宗。另外，会议通过了有关教士等级及教规。
此大公会议得到当时教宗良二世的核准。其後，教宗本笃二世及第三次多雷铎会议（684年）亦曾嘉许這届大公会议的决定。

## 具深遠影響的結果
- 耶稣基督，是真天主，是同一性体赋予生命源泉的天主聖三中的一位。神性方面是完全的，在人性方面也是完全的，真是天主，也真是人，具有理性的灵魂和肉身。按神性，是与父同体的；按人性，与我们人是同一性体的。在各方面与人相似，只是没有罪过。
- 基督的人性的意志，甘愿服从他天主性的全能意志。